# Світова чемпіонська серія Вірджинії Слімс 1985
Світова чемпіонська серія Вірджинії Слімс 1985 року була 13-м сезоном від створення Жіночої тенісної асоціації, тривала з березня 1985 lj березня 1986 року та містила 52 турніри.
Світова чемпіонська серія Вірджинії Слімс замінила тури WTA з 1983 до 1987 років, охоплювала елітні турніри колишніх Toyota Series і Avon Series, у тому числі чотири турніри Великого шолома.
1985 року домінувала Мартіна Навратілова, яка виграла 12 турнірів і досягла фіналу чотирьох турнірів Великого шолома. Навратілова перемогла Кріс Еверт на Вімблдоні і Відкритому чемпіонаті Австралії. Навратілова закінчила цей сезон першою ракеткою.
Кріс Еверт була переможницею десяти турнірів у 1985 році, та чемпіонкою Ролан Гаррос, Чемпіонат США виграла Гана Мандлікова.

## Графік
Нижче наведено повний розклад турнірів сезону, включаючи перелік тенісистів, які дійшли на турнірах щонайменше до чвертьфіналу.

### Березень
| Тиждень    | Турнір                                                                                           | Чемпіонки                             | Фіналістки                    | Півфіналістки               | Чвертьфіналістки                                      |
| ---------- | ------------------------------------------------------------------------------------------------ | ------------------------------------- | ----------------------------- | --------------------------- | ----------------------------------------------------- |
| 25 березня | WTA of PGA Палм-Біч-Ґарденс, U.S. $50,000 – Ґрунт – 32S/16D/32Q Одиночний розряд – Парний розряд | Кетлін Горват 3–6, 6–3, 6–3           | Петра Джош-Деліс              | Раффаелла Реджі Террі Фелпс | Тіна Шоєр-Ларсен Габріела Сабатіні Бет Герр Шон Фолтс |
| 25 березня | WTA of PGA Палм-Біч-Ґарденс, U.S. $50,000 – Ґрунт – 32S/16D/32Q Одиночний розряд – Парний розряд | Енн Сміт Джоанн Расселл 1–6, 6–1, 7–6 | Лаура Аррая Габріела Сабатіні | Раффаелла Реджі Террі Фелпс | Тіна Шоєр-Ларсен Габріела Сабатіні Бет Герр Шон Фолтс |

### Квітень
| Тиждень   | Турнір | Чемпіонки                                         | Фіналістки                               | Півфіналістки                                             | Чвертьфіналістки |
| --------- | --- | ------------------------------------------------- | ---------------------------------------- | --------------------------------------------------------- | --- |
| 1 квітня  | Wild Dunes Сібрук-Айленд (Південна Кароліна), U.S. $75,000 – Ґрунт – 32S/16D/32Q Одиночний розряд – Парний розряд                 | Катарина Малеєва 6–3, 6–3                         | Вірджинія Рузіч                          | Сабрина Голеш Тіна Шоєр-Ларсен                            | Шон Фолтс Сьюзен Маскарін Деббі Спенс Ніжі Діас                                                                         |
| 1 квітня  | Wild Dunes Сібрук-Айленд (Південна Кароліна), U.S. $75,000 – Ґрунт – 32S/16D/32Q Одиночний розряд – Парний розряд                 | Світлана Чернєва Лариса Савченко-Нейланд 6–1, 6–3 | Еліз Берджін Лорі Макніл                 | Сабрина Голеш Тіна Шоєр-Ларсен                            | Шон Фолтс Сьюзен Маскарін Деббі Спенс Ніжі Діас                                                                         |
| 1 квітня  | Bridgestone Doubles Championships Tokyo, Японія $175,000 – Килим (i) – 9D Парний розряд                                           | Кеті Джордан Елізабет Смайлі 4–6, 7–5, 6–2        | Бетсі Нагелсен Енн Вайт                  | Енн Кійомура / Кенді Рейнолдс Венді Тернбулл / Шерон Волш | Алісія Молтон / Пола Сміт Крістіан Жоліссен / Марселла Мескер Мері-Лу Деніелс / Венді Вайт Беттіна Бюнге / Андреа Єйгер |
| 8 квітня  | Family Circle Cup Гілтон-Гед-Айленд (Південна Кароліна), SC, U.S. $200,000 – Ґрунт – 56S/32D/32Q Одиночний розряд – Парний розряд | Кріс Еверт 6–4, 6–0                               | Габріела Сабатіні                        | Штеффі Граф Мануела Малеєва                               | Вірджинія Рузіч Петра Губер Пем Шрайвер Барбара Поттер                                                                  |
| 8 квітня  | Family Circle Cup Гілтон-Гед-Айленд (Південна Кароліна), SC, U.S. $200,000 – Ґрунт – 56S/32D/32Q Одиночний розряд – Парний розряд | Розалін Феербенк Пем Шрайвер 6–4, 6–1             | Світлана Чернєва Лариса Савченко-Нейланд | Штеффі Граф Мануела Малеєва                               | Вірджинія Рузіч Петра Губер Пем Шрайвер Барбара Поттер                                                                  |
| 15 квітня | Sunkist WTA Championships Амелія (острів), U.S. $250,000 – Ґрунт – 56S/32D/32Q Одиночний розряд – Парний розряд                   | Зіна Гаррісон 6–4, 6–3                            | Кріс Еверт                               | Клаудія Коде-Кільш Гана Мандлікова                        | Габріела Сабатіні Кетлін Горват Штеффі Граф Вірджинія Рузіч                                                             |
| 15 квітня | Sunkist WTA Championships Амелія (острів), U.S. $250,000 – Ґрунт – 56S/32D/32Q Одиночний розряд – Парний розряд                   | Розалін Феербенк Гана Мандлікова 6–1, 2–6, 6–2    | Карлінг Бассетт-Сегусо Кріс Еверт        | Клаудія Коде-Кільш Гана Мандлікова                        | Габріела Сабатіні Кетлін Горват Штеффі Граф Вірджинія Рузіч                                                             |
| 22 квітня | Chrysler Tournament of Champions Орландо, U.S. $200,000 – Ґрунт – 24S/5D Одиночний розряд – Парний розряд                         | Мартіна Навратілова 6–1, 6–0                      | Катарина Малеєва                         | Клаудія Коде-Кільш Бонні Гадушек                          | Деббі Спенс Катаріна Ліндквіст Сандра Чеккіні Мануела Малеєва                                                           |
| 22 квітня | Chrysler Tournament of Champions Орландо, U.S. $200,000 – Ґрунт – 24S/5D Одиночний розряд – Парний розряд                         | Мартіна Навратілова Пем Шрайвер 6–3, 6–1          | Еліз Берджін Кетлін Горват               | Клаудія Коде-Кільш Бонні Гадушек                          | Деббі Спенс Катаріна Ліндквіст Сандра Чеккіні Мануела Малеєва                                                           |
| 22 квітня | Virginia Slims of San Diego Сан-Дієго, California, U.S. $75,000 – Тверде – 32S/16D/32Q Одиночний розряд – Парний розряд           | Аннабел Крофт 6–0, 7–6                            | Венді Тернбулл                           | Мері-Лу Деніелс Мелісса Гарні                             | Бетсі Нагелсен Ху На Бет Герр Розалін Феербенк                                                                          |
| 22 квітня | Virginia Slims of San Diego Сан-Дієго, California, U.S. $75,000 – Тверде – 32S/16D/32Q Одиночний розряд – Парний розряд           | Кенді Рейнолдс Венді Тернбулл 6–4, 6–0            | Розалін Феербенк С'юзен Лео              | Мері-Лу Деніелс Мелісса Гарні                             | Бетсі Нагелсен Ху На Бет Герр Розалін Феербенк                                                                          |
| 29 квітня | Virginia Slims of Houston Х'юстон, U.S. $150,000 – Ґрунт – 28S/16D/32Q Одиночний розряд – Парний розряд                           | Мартіна Навратілова 6–4, 6–1                      | Еліз Берджін                             | Гелена Сукова Мануела Малеєва                             | Регіна Маршикова Мері-Лу Деніелс Зіна Гаррісон Сабрина Голеш                                                            |
| 29 квітня | Virginia Slims of Houston Х'юстон, U.S. $150,000 – Ґрунт – 28S/16D/32Q Одиночний розряд – Парний розряд                           | Еліз Берджін Мартіна Навратілова 6–1, 3–6, 6–3    | Мануела Малеєва Гелена Сукова            | Гелена Сукова Мануела Малеєва                             | Регіна Маршикова Мері-Лу Деніелс Зіна Гаррісон Сабрина Голеш                                                            |
| 29 квітня | Internazionali d'Italia Таранто, Італія $50,000 – Ґрунт – 28S/16D/32Q Одиночний розряд – Парний розряд                            | Раффаелла Реджі 6–4, 6–14                         | Вікі Нелсон-Данбар                       | Лаура Гарроне Катеріна Ноццолі                            | Міріам Шропп Ізабель Куето Іва Бударжова Kateřina Böhmová                                                               |
| 29 квітня | Internazionali d'Italia Таранто, Італія $50,000 – Ґрунт – 28S/16D/32Q Одиночний розряд – Парний розряд                            | Сандра Чеккіні Раффаелла Реджі 1–6, 6–4, 6–3      | Патріція Мурго Барбара Романо            | Лаура Гарроне Катеріна Ноццолі                            | Міріам Шропп Ізабель Куето Іва Бударжова Kateřina Böhmová                                                               |

### Травень
| Тиждень   | Турнір | Чемпіонки                                         | Фіналістки                       | Півфіналістки                        | Чвертьфіналістки                                                |
| --------- | --- | ------------------------------------------------- | -------------------------------- | ------------------------------------ | --------------------------------------------------------------- |
| 6 травня  | Barcelona Open Барселона, Іспанія $50,000 – Ґрунт – 32S/16D Одиночний розряд – Парний розряд                                                   | Сандра Чеккіні 6–3, 6–4                           | Раффаелла Реджі                  | Андреа Голікова Регіна Маршикова     | Вірджинія Рузіч Джинні Перді Катержина Скронська Леа Піхова     |
| 6 травня  | Barcelona Open Барселона, Іспанія $50,000 – Ґрунт – 32S/16D Одиночний розряд – Парний розряд                                                   | Петра Джош-Деліс Pat Medrado 6–1, 6–0             | Penny Barg Адріана Віллагран     | Андреа Голікова Регіна Маршикова     | Вірджинія Рузіч Джинні Перді Катержина Скронська Леа Піхова     |
| 6 травня  | Australian Indoors Сідней, Австралія $200,000 – Тверде (i) – 32S/16D Одиночний розряд – Парний розряд                                          | Пем Шрайвер 6–3, 6–3                              | Діанне Фромгольтц                | Алісія Молтон Джиджі Фернандес       | Розалін Феербенк Аннабел Крофт Барбара Поттер Кеті Джордан      |
| 6 травня  | Australian Indoors Сідней, Австралія $200,000 – Тверде (i) – 32S/16D Одиночний розряд – Парний розряд                                          | Пем Шрайвер Елізабет Смайлі 7–5, 7–5              | Барбара Поттер Шерон Волш        | Алісія Молтон Джиджі Фернандес       | Розалін Феербенк Аннабел Крофт Барбара Поттер Кеті Джордан      |
| 13 травня | Fila German Open Berlin, Німеччина $150,000 – Ґрунт – 56S/32D/32Q Одиночний розряд – Парний розряд                                             | Кріс Еверт 6–4, 7–5                               | Штеффі Граф                      | Кеті Ріналді Беттіна Бюнге           | Ліса Бондер Катаріна Ліндквіст Кетлін Горват Клаудія Коде-Кільш |
| 13 травня | Fila German Open Berlin, Німеччина $150,000 – Ґрунт – 56S/32D/32Q Одиночний розряд – Парний розряд                                             | Клаудія Коде-Кільш Гелена Сукова 6–4, 6–1         | Штеффі Граф Катрін Танв'є        | Кеті Ріналді Беттіна Бюнге           | Ліса Бондер Катаріна Ліндквіст Кетлін Горват Клаудія Коде-Кільш |
| 13 травня | Melbourne Indoors Мельбурн, Австралія $75,000 – Тверде (i) – 32S/16D Одиночний розряд – Парний розряд                                          | Пем Шрайвер 6–4, 6–4                              | Кеті Джордан                     | Аннабел Крофт Барбара Поттер         | Енн Генрікссон Аманда Браун Розалін Феербенк Шерон Волш         |
| 13 травня | Melbourne Indoors Мельбурн, Австралія $75,000 – Тверде (i) – 32S/16D Одиночний розряд – Парний розряд                                          | Пем Шрайвер Елізабет Смайлі 6–2, 5–7, 6–1         | Кеті Джордан Енн Гоббс           | Аннабел Крофт Барбара Поттер         | Енн Генрікссон Аманда Браун Розалін Феербенк Шерон Волш         |
| 20 травня | WTA Swiss Open Лугано, Швейцарія $100,000 – Ґрунт – 56S/28D/32Q Одиночний розряд – Парний розряд                                               | Бонні Гадушек 6–2, 6–2                            | Мануела Малеєва                  | Сільвія Ганіка Гелена Сукова         | Габріела Сабатіні Кеті Ріналді Катарина Малеєва Кетлін Горват   |
| 20 травня | WTA Swiss Open Лугано, Швейцарія $100,000 – Ґрунт – 56S/28D/32Q Одиночний розряд – Парний розряд                                               | Бонні Гадушек Гелена Сукова 6–2, 6–4              | Беттіна Бюнге Ева Пфафф          | Сільвія Ганіка Гелена Сукова         | Габріела Сабатіні Кеті Ріналді Катарина Малеєва Кетлін Горват   |
| 27 травня | Відкритий чемпіонат Франції з тенісу Paris, Франція Великий шолом $975,000 – Ґрунт – 128S/64Q/64D/48X Одиночний розряд – Парний розряд – Мікст | Кріс Еверт 6–3, 6–7(4–7), 7–5                     | Мартіна Навратілова              | Клаудія Коде-Кільш Габріела Сабатіні | Сандра Чеккіні Гана Мандлікова Мануела Малеєва Террі Фелпс      |
| 27 травня | Відкритий чемпіонат Франції з тенісу Paris, Франція Великий шолом $975,000 – Ґрунт – 128S/64Q/64D/48X Одиночний розряд – Парний розряд – Мікст | Мартіна Навратілова Пем Шрайвер 4–6, 6–2, 6–2     | Клаудія Коде-Кільш Гелена Сукова | Клаудія Коде-Кільш Габріела Сабатіні | Сандра Чеккіні Гана Мандлікова Мануела Малеєва Террі Фелпс      |
| 27 травня | Відкритий чемпіонат Франції з тенісу Paris, Франція Великий шолом $975,000 – Ґрунт – 128S/64Q/64D/48X Одиночний розряд – Парний розряд – Мікст | Мартіна Навратілова Гайнц Ґюнтгардт 2–6, 6–3, 6–2 | Пола Сміт Франсіско Гонсалес     | Клаудія Коде-Кільш Габріела Сабатіні | Сандра Чеккіні Гана Мандлікова Мануела Малеєва Террі Фелпс      |

### Червень
| Тиждень   | Турнір | Чемпіонки                                     | Фіналістки                       | Півфіналістки                  | Чвертьфіналістки                                            |
| --------- | --- | --------------------------------------------- | -------------------------------- | ------------------------------ | ----------------------------------------------------------- |
| 10 червня | Edgbaston Cup Бірмінгем, Велика Британія $125,000 – Трава – 56S/32D/32Q Одиночний розряд – Парний розряд                                | Пем Шрайвер 6–1, 6–0                          | Бетсі Нагелсен                   | Еліз Берджін Сьюзен Маскарін   | Енн Гоббс Робін Вайт Алісія Молтон Енн Генрікссон           |
| 10 червня | Edgbaston Cup Бірмінгем, Велика Британія $125,000 – Трава – 56S/32D/32Q Одиночний розряд – Парний розряд                                | Террі Голледей Шерон Волш , 6–2, 6–4          | Еліз Берджін Алісія Молтон       | Еліз Берджін Сьюзен Маскарін   | Енн Гоббс Робін Вайт Алісія Молтон Енн Генрікссон           |
| 17 червня | Pilkington Glass Championships Істборн, Велика Британія $175,000 – Трава – 64S/32D/32Q Одиночний розряд – Парний розряд                 | Мартіна Навратілова 6–4, 6–3                  | Гелена Сукова                    | Мануела Малеєва Венді Тернбулл | Беттіна Бюнге Кеті Ріналді Барбара Поттер Паскаль Параді    |
| 17 червня | Pilkington Glass Championships Істборн, Велика Британія $175,000 – Трава – 64S/32D/32Q Одиночний розряд – Парний розряд                 | Мартіна Навратілова Пем Шрайвер 7–5, 6–4      | Кеті Джордан Елізабет Смайлі     | Мануела Малеєва Венді Тернбулл | Беттіна Бюнге Кеті Ріналді Барбара Поттер Паскаль Параді    |
| 24 червня | Вімблдонський турнір London, Велика Британія Великий шолом $900,000 – Трава – 128S/64Q/64D/64X Одиночний розряд – Парний розряд – Мікст | Мартіна Навратілова 4–6, 6–3, 6–2             | Кріс Еверт                       | Кеті Ріналді Зіна Гаррісон     | Барбара Поттер Гелена Сукова Моллі Ван Ностранд Пем Шрайвер |
| 24 червня | Вімблдонський турнір London, Велика Британія Великий шолом $900,000 – Трава – 128S/64Q/64D/64X Одиночний розряд – Парний розряд – Мікст | Кеті Джордан Елізабет Смайлі 5–7, 6–3, 6–4    | Мартіна Навратілова Пем Шрайвер  | Кеті Ріналді Зіна Гаррісон     | Барбара Поттер Гелена Сукова Моллі Ван Ностранд Пем Шрайвер |
| 24 червня | Вімблдонський турнір London, Велика Британія Великий шолом $900,000 – Трава – 128S/64Q/64D/64X Одиночний розряд – Парний розряд – Мікст | Мартіна Навратілова Пол Макнамі 7–5, 4–6, 6–2 | Елізабет Смайлі Джон Фіцджеральд | Кеті Ріналді Зіна Гаррісон     | Барбара Поттер Гелена Сукова Моллі Ван Ностранд Пем Шрайвер |

### Липень
| Тиждень  | Турнір | Чемпіонки                                   | Фіналістки                          | Півфіналістки                        | Чвертьфіналістки                                                |
| -------- | --- | ------------------------------------------- | ----------------------------------- | ------------------------------------ | --------------------------------------------------------------- |
| 15 липня | Virginia Slims of Newport Ньюпорт (Род-Айленд), RI, U.S. $150,000 – Трава – 32S/16D/32Q Одиночний розряд – Парний розряд        | Кріс Еверт 6–4, 6–1                         | Пем Шрайвер                         | Ева Пфафф Венді Тернбулл             | Джиджі Фернандес Белінда Кордвелл Елізабет Смайлі Лі Антонопліс |
| 15 липня | Virginia Slims of Newport Ньюпорт (Род-Айленд), RI, U.S. $150,000 – Трава – 32S/16D/32Q Одиночний розряд – Парний розряд        | Кріс Еверт Венді Тернбулл 6–4, 7–6          | Пем Шрайвер Елізабет Смайлі         | Ева Пфафф Венді Тернбулл             | Джиджі Фернандес Белінда Кордвелл Елізабет Смайлі Лі Антонопліс |
| 15 липня | Elektra Cup Брегенц, Австрія $50,000 – Ґрунт – 32S/16D/32Q Одиночний розряд – Парний розряд                                     | Вірджинія Рузіч 6–2, 6–3                    | Міма Яушовець                       | Петра Кеппелер Ангелікі Канеллопулу  | Регіна Маршикова Андреа Бецнер Ізабель Куето Петра Губер        |
| 15 липня | Elektra Cup Брегенц, Австрія $50,000 – Ґрунт – 32S/16D/32Q Одиночний розряд – Парний розряд                                     | Міма Яушовець Вірджинія Рузіч 6–2, 6–3      | Андреа Голікова Катержина Скронська | Петра Кеппелер Ангелікі Канеллопулу  | Регіна Маршикова Андреа Бецнер Ізабель Куето Петра Губер        |
| 22 липня | U.S. Clay Court Championships Індіяnapolis, Індіяna, U.S. $200,000 – Ґрунт – 56S/32D/32Q Одиночний розряд – Парний розряд       | Андреа Темешварі 7–6, 6–3                   | Зіна Гаррісон                       | Кейт Гомперт Габріела Сабатіні       | Мануела Малеєва Раффаелла Реджі Деббі Спенс Анна Айвен          |
| 22 липня | U.S. Clay Court Championships Індіяnapolis, Індіяna, U.S. $200,000 – Ґрунт – 56S/32D/32Q Одиночний розряд – Парний розряд       | Штеффі Граф Габріела Сабатіні 3–6, 6–3, 6–4 | Катарина Малеєва Мануела Малеєва    | Кейт Гомперт Габріела Сабатіні       | Мануела Малеєва Раффаелла Реджі Деббі Спенс Анна Айвен          |
| 29 липня | Virginia Slims of Los Angeles Мангеттен-Біч (Каліфорнія), U.S. $250,000 – Тверде – 56S/32D/32Q Одиночний розряд – Парний розряд | Клаудія Коде-Кільш 6–2, 6–4                 | Пем Шрайвер                         | Карлінг Бассетт-Сегусо Зіна Гаррісон | Гана Мандлікова Ева Пфафф Беттіна Бюнге Бет Герр                |
| 29 липня | Virginia Slims of Los Angeles Мангеттен-Біч (Каліфорнія), U.S. $250,000 – Тверде – 56S/32D/32Q Одиночний розряд – Парний розряд | Клаудія Коде-Кільш Гелена Сукова 6–4, 6–2   | Гана Мандлікова Венді Тернбулл      | Карлінг Бассетт-Сегусо Зіна Гаррісон | Гана Мандлікова Ева Пфафф Беттіна Бюнге Бет Герр                |

### Серпень
| Тиждень   | Турнір | Чемпіонки                                           | Фіналістки                          | Півфіналістки                        | Чвертьфіналістки                                                                |
| --------- | --- | --------------------------------------------------- | ----------------------------------- | ------------------------------------ | ------------------------------------------------------------------------------- |
| 5 серпня  | Player's Canadian Open Торонто, Ontario, Канада $250,000 – Тверде – 56S/32D Одиночний розряд – Парний розряд                                              | Кріс Еверт 6–2, 6–4                                 | Клаудія Коде-Кільш                  | Гана Мандлікова Гелена Сукова        | Моллі Ван Ностранд Габріела Сабатіні Карлінг Бассетт-Сегусо Мартіна Навратілова |
| 5 серпня  | Player's Canadian Open Торонто, Ontario, Канада $250,000 – Тверде – 56S/32D Одиночний розряд – Парний розряд                                              | Джиджі Фернандес Мартіна Навратілова 6–4, 6–0       | Марселла Мескер Паскаль Параді      | Гана Мандлікова Гелена Сукова        | Моллі Ван Ностранд Габріела Сабатіні Карлінг Бассетт-Сегусо Мартіна Навратілова |
| 12 серпня | United Jersey Bank Classic Мава (Нью-Джерсі), U.S. $150,000 – Тверде – 56S/32D Одиночний розряд – Парний розряд                                           | Кеті Ріналді 6–4, 3–6. 6–4                          | Штеффі Граф                         | Габріела Сабатіні Катаріна Ліндквіст | Пем Шрайвер Кеті Джордан Гелена Сукова Кеті Ріналді                             |
| 12 серпня | United Jersey Bank Classic Мава (Нью-Джерсі), U.S. $150,000 – Тверде – 56S/32D Одиночний розряд – Парний розряд                                           | Кеті Джордан Елізабет Смайлі 7–6, 6–3               | Клаудія Коде-Кільш Гелена Сукова    | Габріела Сабатіні Катаріна Ліндквіст | Пем Шрайвер Кеті Джордан Гелена Сукова Кеті Ріналді                             |
| 19 серпня | Virginia Slims of New York Монтіселло (Нью-Йорк), U.S. $75,000 – Тверде – 32S/16D Одиночний розряд – Парний розряд                                        | Барбара Поттер 4–6, 6–3, 6–2                        | Гелен Келесі                        | Гелена Сукова Сільвія Ганіка         | Деббі Спенс Вірджинія Рузіч Джо Дьюрі Сандра Чеккіні                            |
| 19 серпня | Virginia Slims of New York Монтіселло (Нью-Йорк), U.S. $75,000 – Тверде – 32S/16D Одиночний розряд – Парний розряд                                        | Мерседес Пас Габріела Сабатіні 5–7, 6–4, 6–3        | Андреа Голікова Катержина Скронська | Гелена Сукова Сільвія Ганіка         | Деббі Спенс Вірджинія Рузіч Джо Дьюрі Сандра Чеккіні                            |
| 26 серпня | Відкритий чемпіонат США з тенісу Флашинг-Медоуз, New York, U.S. Великий шолом $1,250,000 – Тверде – 128S/64D/32X Одиночний розряд – Парний розряд – Мікст | Гана Мандлікова 7–6(7–3), 1–6, 7–6(7–2)             | Мартіна Навратілова                 | Кріс Еверт Штеффі Граф               | Клаудія Коде-Кільш Гелена Сукова Пем Шрайвер Зіна Гаррісон                      |
| 26 серпня | Відкритий чемпіонат США з тенісу Флашинг-Медоуз, New York, U.S. Великий шолом $1,250,000 – Тверде – 128S/64D/32X Одиночний розряд – Парний розряд – Мікст | Клаудія Коде-Кільш Гелена Сукова 6–7(5–7), 6–2, 6–3 | Мартіна Навратілова Пем Шрайвер     | Кріс Еверт Штеффі Граф               | Клаудія Коде-Кільш Гелена Сукова Пем Шрайвер Зіна Гаррісон                      |
| 26 серпня | Відкритий чемпіонат США з тенісу Флашинг-Медоуз, New York, U.S. Великий шолом $1,250,000 – Тверде – 128S/64D/32X Одиночний розряд – Парний розряд – Мікст | Мартіна Навратілова Гайнц Ґюнтгардт 6–3, 6–4        | Елізабет Смайлі Джон Фіцджеральд    | Кріс Еверт Штеффі Граф               | Клаудія Коде-Кільш Гелена Сукова Пем Шрайвер Зіна Гаррісон                      |

### Вересень
| Тиждень    | Турнір | Чемпіонки                                         | Фіналістки                     | Півфіналістки               | Чвертьфіналістки                                          |
| ---------- | --- | ------------------------------------------------- | ------------------------------ | --------------------------- | --------------------------------------------------------- |
| 9 вересня  | Virginia Slims of Utah Солт-Лейк-Сіті, U.S. $75,000 – Тверде – 32S/16D/31Q Одиночний розряд – Парний розряд           | Стефані Реге 6–2, 6–4                             | Камілл Бенджамін               | Лаура Аррая Керолайн Кулмен | Розалін Феербенк Патті Фендік Дженін Томпсон Емілсе Лонго |
| 9 вересня  | Virginia Slims of Utah Солт-Лейк-Сіті, U.S. $75,000 – Тверде – 32S/16D/31Q Одиночний розряд – Парний розряд           | Світлана Чернєва Лариса Савченко-Нейланд 7–5, 6–2 | Розалін Феербенк Беверлі Моулд | Лаура Аррая Керолайн Кулмен | Розалін Феербенк Патті Фендік Дженін Томпсон Емілсе Лонго |
| 16 вересня | Virginia Slims of Chicago Чикаго, IL, U.S. $150,000 – Килим (i) – 31S/16D/31Q Одиночний розряд – Парний розряд        | Бонні Гадушек 6–1, 6–3                            | Кеті Ріналді                   | Кеті Джордан Венді Тернбулл | Пем Шрайвер Сьюзен Маскарін Барбара Поттер Еліз Берджін   |
| 16 вересня | Virginia Slims of Chicago Чикаго, IL, U.S. $150,000 – Килим (i) – 31S/16D/31Q Одиночний розряд – Парний розряд        | Кеті Джордан Елізабет Смайлі 6–2, 6–2             | Еліз Берджін Джоанн Расселл    | Кеті Джордан Венді Тернбулл | Пем Шрайвер Сьюзен Маскарін Барбара Поттер Еліз Берджін   |
| 23 вересня | Virginia Slims of New Orleans Новий Орлеан, U.S. $150,000 – Килим (i) – 32S/16D/32Q Одиночний розряд – Парний розряд  | Кріс Еверт 6–4, 7–5                               | Пем Шрайвер                    | Ліса Бондер Енн Вайт        | Kim Shaefer Кенді Рейнолдс Марін Гарпер Венді Тернбулл    |
| 23 вересня | Virginia Slims of New Orleans Новий Орлеан, U.S. $150,000 – Килим (i) – 32S/16D/32Q Одиночний розряд – Парний розряд  | Кріс Еверт Венді Тернбулл 6–1, 6–2                | Мері-Лу Деніелс Енн Вайт       | Ліса Бондер Енн Вайт        | Kim Shaefer Кенді Рейнолдс Марін Гарпер Венді Тернбулл    |
| 30 вересня | Lynda Carter Maybelline Classic Форт-Лодердейл, U.S. $150,000 – Тверде – 32S/16D/32Q Одиночний розряд – Парний розряд | Мартіна Навратілова 6–3, 6–1                      | Штеффі Граф                    | Марін Гарпер Бонні Гадушек  | Террі Фелпс Мішелл Торрес Діанне Фромгольтц Стефані Реге  |
| 30 вересня | Lynda Carter Maybelline Classic Форт-Лодердейл, U.S. $150,000 – Тверде – 32S/16D/32Q Одиночний розряд – Парний розряд | Джиджі Фернандес Робін Вайт 6–2, 7–5              | Розалін Феербенк Беверлі Моулд | Марін Гарпер Бонні Гадушек  | Террі Фелпс Мішелл Торрес Діанне Фромгольтц Стефані Реге  |

### Жовтень
| Тиждень   | Турнір | Чемпіонки                                      | Фіналістки                       | Півфіналістки                      | Чвертьфіналістки                                                |
| --------- | --- | ---------------------------------------------- | -------------------------------- | ---------------------------------- | --------------------------------------------------------------- |
| 7 жовтня  | Federation Cup Нагоя, Японія Team event Тверде                                                                             | Чехословаччина · 2–1                           | Сполучені Штати Америки ·        | Болгарія · Австралія ·             | Угорщина · Велика Британія · Аргентина · Італія                 |
| 7 жовтня  | Virginia Slims of Indianapolis (жовтень) Індіанаполіс, USA $75,000 – Тверде – 32S/16D/32Q Одиночний розряд – Парний розряд | Бонні Гадушек 6–0, 6–3                         | Пем Кеселі                       | Кеті Ріналді Іва Бударжова         | Мелісса Гарні Кенді Рейнолдс Гелен Келесі Мері-Лу Деніелс       |
| 7 жовтня  | Virginia Slims of Indianapolis (жовтень) Індіанаполіс, USA $75,000 – Тверде – 32S/16D/32Q Одиночний розряд – Парний розряд | Бонні Гадушек Мері-Лу Деніелс 6–1, 6–0         | Penny Barg Сенді Коллінз         | Кеті Ріналді Іва Бударжова         | Мелісса Гарні Кенді Рейнолдс Гелен Келесі Мері-Лу Деніелс       |
| 14 жовтня | Porsche Classic Штутгарт, West Німеччина $175,000 – Килим (i) – 32S/16D/32Q Одиночний розряд – Парний розряд               | Пем Шрайвер 6–1, 7–6                           | Катаріна Ліндквіст               | Штеффі Граф Клаудія Коде-Кільш     | Іва Бударжова Ліса Бондер Раффаелла Реджі Барбара Геркен        |
| 14 жовтня | Porsche Classic Штутгарт, West Німеччина $175,000 – Килим (i) – 32S/16D/32Q Одиночний розряд – Парний розряд               | Гана Мандлікова Пем Шрайвер 6–2, 6–1           | Каріна Карлссон Тіна Шоєр-Ларсен | Штеффі Граф Клаудія Коде-Кільш     | Іва Бударжова Ліса Бондер Раффаелла Реджі Барбара Геркен        |
| 14 жовтня | Suntory Japan Open Tokyo, Японія $50,000 – Тверде – 32S/16D/32Q Одиночний розряд – Парний розряд                           | Габріела Сабатіні 6–3, 6–4                     | Лінда Гейтс                      | Ліліан Дрешер Лаура Аррая          | Андреа Голікова Ангелікі Канеллопулу Емі Голтон Міріам Шропп    |
| 14 жовтня | Suntory Japan Open Tokyo, Японія $50,000 – Тверде – 32S/16D/32Q Одиночний розряд – Парний розряд                           | Белінда Кордвелл Джулі Річардсон 6–4, 6–4      | Лаура Аррая Бет Герр             | Ліліан Дрешер Лаура Аррая          | Андреа Голікова Ангелікі Канеллопулу Емі Голтон Міріам Шропп    |
| 21 жовтня | Pretty Polly Classic Брайтон, Велика Британія $175,000 – Килим (i) – 32S/16D/32Q Одиночний розряд – Парний розряд          | Кріс Еверт 7–5, 6–3                            | Мануела Малеєва                  | Аннабел Крофт Джо Дьюрі            | Катаріна Ліндквіст Террі Фелпс Барбара Поттер Крістіан Жоліссен |
| 21 жовтня | Pretty Polly Classic Брайтон, Велика Британія $175,000 – Килим (i) – 32S/16D/32Q Одиночний розряд – Парний розряд          | Лорі Макніл Катрін Сюїр 4–6, 7–6, 6–4          | Барбара Поттер Гелена Сукова     | Аннабел Крофт Джо Дьюрі            | Катаріна Ліндквіст Террі Фелпс Барбара Поттер Крістіан Жоліссен |
| 28 жовтня | European Indoors Цюрих, Швейцарія $150,000 – Килим (i) – 32S/16D/32Q Одиночний розряд – Парний розряд                      | Зіна Гаррісон 6–1, 6–3                         | Гана Мандлікова                  | Гана Мандлікова Клаудія Коде-Кільш | Катрін Танв'є Крістіан Жоліссен Сандра Чеккіні Мануела Малеєва  |
| 28 жовтня | European Indoors Цюрих, Швейцарія $150,000 – Килим (i) – 32S/16D/32Q Одиночний розряд – Парний розряд                      | Гана Мандлікова Андреа Темешварі 6–4, 3–6, 7–5 | Клаудія Коде-Кільш Гелена Сукова | Гана Мандлікова Клаудія Коде-Кільш | Катрін Танв'є Крістіан Жоліссен Сандра Чеккіні Мануела Малеєва  |

### Листопад
| Тиждень      | Турнір | Чемпіонки                                          | Фіналістки                       | Півфіналістки                      | Чвертьфіналістки                                                    |
| ------------ | --- | -------------------------------------------------- | -------------------------------- | ---------------------------------- | ------------------------------------------------------------------- |
| 4 листопада  | Florida Federal Open Тампа, Florida США $150,000 – Тверде – 32S/16D Одиночний розряд – Парний розряд                                    | Стефані Реге 6–4, 6–7(4–7), 7–5                    | Габріела Сабатіні                | Енн Вайт Карлінг Бассетт-Сегусо    | Ліса Бондер Пем Кеселі Грейс Кім Мішелл Торрес                      |
| 4 листопада  | Florida Federal Open Тампа, Florida США $150,000 – Тверде – 32S/16D Одиночний розряд – Парний розряд                                    | Карлінг Бассетт-Сегусо Габріела Сабатіні 6–0, 6–0  | Ліса Бондер Лаура Аррая          | Енн Вайт Карлінг Бассетт-Сегусо    | Ліса Бондер Пем Кеселі Грейс Кім Мішелл Торрес                      |
| 4 листопада  | Hewlett-Packard Trophy Гілверсум, Нідерландські Антильські острови $75,000 – Килим (i) – 32S/16D Одиночний розряд – Парний розряд       | Катарина Малеєва 6–3, 6–2                          | Каріна Карлссон                  | Зіна Гаррісон Тіна Шоєр-Ларсен     | Наталі Ерреман Вірджинія Рузіч Петра Губер Катрін Танв'є            |
| 4 листопада  | Hewlett-Packard Trophy Гілверсум, Нідерландські Антильські острови $75,000 – Килим (i) – 32S/16D Одиночний розряд – Парний розряд       | Марселла Мескер Катрін Танв'є 6–2, 6–2             | Сандра Чеккіні Сабрина Голеш     | Зіна Гаррісон Тіна Шоєр-Ларсен     | Наталі Ерреман Вірджинія Рузіч Петра Губер Катрін Танв'є            |
| 11 листопада | National Panasonic Women's Classic Брисбен, Австралія $150,000 – Трава – 56S/32D/32Q Одиночний розряд – Парний розряд                   | Мартіна Навратілова 6–3, 7–5                       | Пем Шрайвер                      | Клаудія Коде-Кільш Гелена Сукова   | Сара Гомер Венді Тернбулл Еліз Берджін Лариса Савченко-Нейланд      |
| 11 листопада | National Panasonic Women's Classic Брисбен, Австралія $150,000 – Трава – 56S/32D/32Q Одиночний розряд – Парний розряд                   | Мартіна Навратілова Пем Шрайвер 6–4, 6–7(6–8), 6–1 | Клаудія Коде-Кільш Гелена Сукова | Клаудія Коде-Кільш Гелена Сукова   | Сара Гомер Венді Тернбулл Еліз Берджін Лариса Савченко-Нейланд      |
| 18 листопада | Family Circle NSW Open Сідней, Австралія $150,000 – Трава – 56S/32D/32Q Одиночний розряд – Парний розряд                                | Мартіна Навратілова 3–6, 6–1, 6–3                  | Гана Мандлікова                  | Гелена Сукова Клаудія Коде-Кільш   | Венді Тернбулл Діанне Фромгольтц Крістіан Жоліссен Світлана Чернєва |
| 18 листопада | Family Circle NSW Open Сідней, Австралія $150,000 – Трава – 56S/32D/32Q Одиночний розряд – Парний розряд                                | Гана Мандлікова Венді Тернбулл 3–6, 7–6, 6–4       | Розалін Феербенк Кенді Рейнолдс  | Гелена Сукова Клаудія Коде-Кільш   | Венді Тернбулл Діанне Фромгольтц Крістіан Жоліссен Світлана Чернєва |
| 25 листопада | Відкритий чемпіонат Австралії з тенісу Мельбурн, Австралія Великий шолом $645,225 -Трава – 64S/32Q/32D Одиночний розряд – Парний розряд | Мартіна Навратілова 6–2, 4–6, 6–2                  | Кріс Еверт                       | Клаудія Коде-Кільш Гана Мандлікова | Мануела Малеєва Катаріна Ліндквіст Зіна Гаррісон Гелена Сукова      |
| 25 листопада | Відкритий чемпіонат Австралії з тенісу Мельбурн, Австралія Великий шолом $645,225 -Трава – 64S/32Q/32D Одиночний розряд – Парний розряд | Мартіна Навратілова Пем Шрайвер 6–3, 6–4           | Клаудія Коде-Кільш Гелена Сукова | Клаудія Коде-Кільш Гана Мандлікова | Мануела Малеєва Катаріна Ліндквіст Зіна Гаррісон Гелена Сукова      |

### Грудень
| Тиждень  | Турнір | Чемпіонки                                 | Фіналістки                      | Півфіналістки                    | Чвертьфіналістки                                             |
| -------- | --- | ----------------------------------------- | ------------------------------- | -------------------------------- | ------------------------------------------------------------ |
| 9 грудня | Pan Pacific Open Tokyo, Японія $250,000 – Килим (i) – 28S/16D/29Q Одиночний розряд – Парний розряд                    | Мануела Малеєва 7–6, 3–6, 7–5             | Бонні Гадушек                   | Клаудія Коде-Кільш Гелена Сукова | Грейс Кім Карлінг Бассетт-Сегусо Аннабел Крофт Стефані Реге  |
| 9 грудня | Pan Pacific Open Tokyo, Японія $250,000 – Килим (i) – 28S/16D/29Q Одиночний розряд – Парний розряд                    | Клаудія Коде-Кільш Гелена Сукова 6–0, 6–4 | Марселла Мескер Елізабет Смайлі | Клаудія Коде-Кільш Гелена Сукова | Грейс Кім Карлінг Бассетт-Сегусо Аннабел Крофт Стефані Реге  |
| 9 грудня | Nutri-Metics Open Окленд (Нова Зеландія), Нова Зеландія $50,000 – Трава −16S/16D/32Q Одиночний розряд – Парний розряд | Енн Гоббс 6–3, 6–1                        | Луїс Філд                       | Бет Нортон Анна-Марія Фернандес  | Стефані Фолкнер Лі Антонопліс Джулі Річардсон Кенді Рейнолдс |
| 9 грудня | Nutri-Metics Open Окленд (Нова Зеландія), Нова Зеландія $50,000 – Трава −16S/16D/32Q Одиночний розряд – Парний розряд | Енн Гоббс Кенді Рейнолдс 6–1, 6–3         | Лі Антонопліс Адріана Віллагран | Бет Нортон Анна-Марія Фернандес  | Стефані Фолкнер Лі Антонопліс Джулі Річардсон Кенді Рейнолдс |

### січень 1986
| Тиждень  | Турнір | Чемпіонки                                      | Фіналістки                       | Півфіналістки                      | Чвертьфіналістки                                            |
| -------- | --- | ---------------------------------------------- | -------------------------------- | ---------------------------------- | ----------------------------------------------------------- |
| 6 січня  | Virginia Slims of Washington Washington, D.C., U.S. $150,000 – Килим (i) – 56S/16D/32Q Одиночний розряд – Парний розряд          | Мартіна Навратілова 4–6, 6–1, 6–4              | Клаудія Коде-Кільш               | Пем Шрайвер Кеті Ріналді           | Бонні Гадушек Гелена Сукова Джо Дьюрі Гелен Келесі          |
| 6 січня  | Virginia Slims of Washington Washington, D.C., U.S. $150,000 – Килим (i) – 56S/16D/32Q Одиночний розряд – Парний розряд          | Мартіна Навратілова Пем Шрайвер 7–5, 6–3       | Клаудія Коде-Кільш Гелена Сукова | Пем Шрайвер Кеті Ріналді           | Бонні Гадушек Гелена Сукова Джо Дьюрі Гелен Келесі          |
| 13 січня | Virginia Slims of New England Вустер (Массачусетс), MA, U.S. $250,000 – Килим (i) – 32S/16D/32Q Одиночний розряд – Парний розряд | Мартіна Навратілова 6–1, 6–4                   | Пем Шрайвер                      | Клаудія Коде-Кільш Мануела Малеєва | Зіна Гаррісон Беттіна Бюнге Гелена Сукова Бонні Гадушек     |
| 13 січня | Virginia Slims of New England Вустер (Массачусетс), MA, U.S. $250,000 – Килим (i) – 32S/16D/32Q Одиночний розряд – Парний розряд | Мартіна Навратілова Пем Шрайвер 6–3, 6–4       | Клаудія Коде-Кільш Гелена Сукова | Клаудія Коде-Кільш Мануела Малеєва | Зіна Гаррісон Беттіна Бюнге Гелена Сукова Бонні Гадушек     |
| 20 січня | Virginia Slims of Kansas Канзас-Сіті (Канзас), U.S. $75,000 – Килим – 32S/16D Одиночний розряд – Парний розряд                   | Венді Вайт 6–1, 6–7(5–7), 6–2                  | Бетсі Нагелсен                   | Енн Генрікссон Марселла Мескер     | Кідзімута Акіко Кейт Гомперт Камілл Бенджамін Енн Сміт      |
| 20 січня | Virginia Slims of Kansas Канзас-Сіті (Канзас), U.S. $75,000 – Килим – 32S/16D Одиночний розряд – Парний розряд                   | Кеті Джордан Кенді Рейнолдс 6–3, 6–7(5–7), 6–3 | Джоанн Расселл Енн Сміт          | Енн Генрікссон Марселла Мескер     | Кідзімута Акіко Кейт Гомперт Камілл Бенджамін Енн Сміт      |
| 27 січня | Virginia Slims of Florida Кі-Біскейн (Флорида), U.S. $250,000 – Тверде – 56S/32D Одиночний розряд – Парний розряд                | Кріс Еверт 6–3, 6–1                            | Штеффі Граф                      | Мануела Малеєва Бонні Гадушек      | Стефані Реге Габріела Сабатіні Кетлін Горват Венді Тернбулл |
| 27 січня | Virginia Slims of Florida Кі-Біскейн (Флорида), U.S. $250,000 – Тверде – 56S/32D Одиночний розряд – Парний розряд                | Кеті Джордан Елізабет Смайлі 7–6, 2–6, 6–2     | Бетсі Нагелсен Барбара Поттер    | Мануела Малеєва Бонні Гадушек      | Стефані Реге Габріела Сабатіні Кетлін Горват Венді Тернбулл |

### лютий 1986
| Тиждень   | Турнір | Чемпіонки                                         | Фіналістки                  | Півфіналістки                     | Чвертьфіналістки                                                |
| --------- | --- | ------------------------------------------------- | --------------------------- | --------------------------------- | --------------------------------------------------------------- |
| 10 лютого | Lipton International Players Championships Бока-Ратон, FL, U.S. $750,000 – Тверде – 128S/64D Одиночний розряд – Парний розряд | Кріс Еверт 6–4, 6–2                               | Штеффі Граф                 | Кеті Ріналді Гелена Сукова        | Террі Фелпс Карлінг Бассетт-Сегусо Барбара Поттер Зіна Гаррісон |
| 10 лютого | Lipton International Players Championships Бока-Ратон, FL, U.S. $750,000 – Тверде – 128S/64D Одиночний розряд – Парний розряд | Пем Шрайвер Гелена Сукова 6–2, 6–3                | Кріс Еверт Венді Тернбулл   | Кеті Ріналді Гелена Сукова        | Террі Фелпс Карлінг Бассетт-Сегусо Барбара Поттер Зіна Гаррісон |
| 24 лютого | Virginia Slims of California Окленд (Каліфорнія), U.S. $150,000 – Килим (i) – 28S/16D Одиночний розряд – Парний розряд        | Кріс Еверт 6–2, 6–4                               | Кеті Джордан                | Мартіна Навратілова Гелена Сукова | Зіна Гаррісон Венді Вайт Алісія Молтон Венді Тернбулл           |
| 24 лютого | Virginia Slims of California Окленд (Каліфорнія), U.S. $150,000 – Килим (i) – 28S/16D Одиночний розряд – Парний розряд        | Гана Мандлікова Венді Тернбулл 7–6(7–5), 6–1      | Бонні Гадушек Гелена Сукова | Мартіна Навратілова Гелена Сукова | Зіна Гаррісон Венді Вайт Алісія Молтон Венді Тернбулл           |
| 24 лютого | Virginia Slims of Oklahoma Оклахома-Сіті, OK, U.S. $75,000 – Килим (i) – 32S/16D Одиночний розряд – Парний розряд             | Марселла Мескер 6–4, 4–6, 6–3                     | Лорі Макніл                 | Бет Герр Кенді Рейнолдс           | Кетлін Горват Лаура Аррая Наталі Ерреман Ху На                  |
| 24 лютого | Virginia Slims of Oklahoma Оклахома-Сіті, OK, U.S. $75,000 – Килим (i) – 32S/16D Одиночний розряд – Парний розряд             | Марселла Мескер Паскаль Параді 2–6, 7–6(7–1), 6–1 | Лорі Макніл Катрін Сюїр     | Бет Герр Кенді Рейнолдс           | Кетлін Горват Лаура Аррая Наталі Ерреман Ху На                  |

### березень 1986
| Тиждень    | Турнір | Чемпіонки                                         | Фіналістки                       | Півфіналістки                    | Чвертьфіналістки                                           |
| ---------- | --- | ------------------------------------------------- | -------------------------------- | -------------------------------- | ---------------------------------------------------------- |
| 3 березня  | US Indoors Принстон, U.S. $150,000 – Килим (i) – 32S/16D Одиночний розряд – Парний розряд                                | Мартіна Навратілова 3–6, 6–0, 7–6                 | Гелена Сукова                    | Пем Шрайвер Гана Мандлікова      | Алісія Молтон Діанне Фромгольтц Террі Фелпс Кеті Джордан   |
| 3 березня  | US Indoors Принстон, U.S. $150,000 – Килим (i) – 32S/16D Одиночний розряд – Парний розряд                                | Кеті Джордан Елізабет Смайлі 7–5, 6–2             | Гана Мандлікова Гелена Сукова    | Пем Шрайвер Гана Мандлікова      | Алісія Молтон Діанне Фромгольтц Террі Фелпс Кеті Джордан   |
| 3 березня  | Virginia Slims of Pennsylvania Герші (Пенсільванія), USA $75,000 – Тверде (i) – 32S/16D Одиночний розряд – Парний розряд | Дженін Томпсон 6–1, 6–4                           | Катрін Сюїр                      | Лариса Савченко-Нейланд Енн Сміт | Андреа Бецнер Енн Мінтер Світлана Чернєва Лорі Макніл      |
| 3 березня  | Virginia Slims of Pennsylvania Герші (Пенсільванія), USA $75,000 – Тверде (i) – 32S/16D Одиночний розряд – Парний розряд | Кенді Рейнолдс Енн Сміт 7–6, 6–1                  | Сенді Коллінз Кім Сендс          | Лариса Савченко-Нейланд Енн Сміт | Андреа Бецнер Енн Мінтер Світлана Чернєва Лорі Макніл      |
| 10 березня | Virginia Slims of Dallas Даллас, Texas, U.S. $250,000 – Килим (i) – 56S/28D Одиночний розряд – Парний розряд             | Мартіна Навратілова 6–2, 6–1                      | Кріс Еверт                       | Гана Мандлікова Кеті Ріналді     | Гелена Сукова Робін Вайт Стефані Реге Зіна Гаррісон        |
| 10 березня | Virginia Slims of Dallas Даллас, Texas, U.S. $250,000 – Килим (i) – 56S/28D Одиночний розряд – Парний розряд             | Клаудія Коде-Кільш Гелена Сукова 4–6, 7–5, 6–4    | Гана Мандлікова Венді Тернбулл   | Гана Мандлікова Кеті Ріналді     | Гелена Сукова Робін Вайт Стефані Реге Зіна Гаррісон        |
| 17 березня | Virginia Slims Championships New York City, NY, U.S. $500,000 – Килим (i) – 16S/8D Одиночний розряд – Парний розряд      | Мартіна Навратілова 6–2, 6–0, 3–6, 6–2            | Гана Мандлікова                  | Штеффі Граф Кріс Еверт           | Бонні Гадушек Пем Шрайвер Клаудія Коде-Кільш Гелена Сукова |
| 17 березня | Virginia Slims Championships New York City, NY, U.S. $500,000 – Килим (i) – 16S/8D Одиночний розряд – Парний розряд      | Гана Мандлікова Венді Тернбулл 6–4, 6–7(4–7), 6–3 | Клаудія Коде-Кільш Гелена Сукова | Штеффі Граф Кріс Еверт           | Бонні Гадушек Пем Шрайвер Клаудія Коде-Кільш Гелена Сукова |

## Рейтинг на кінець 1985
| Рейтинг | Гравець             |
| 1       | Мартіна Навратілова |
| 2       | Кріс Еверт          |
| 3       | Гана Мандлікова     |
| 4       | Пем Шрайвер         |
| 5       | Клаудія Коде-Кільш  |
| 6       | Штеффі Граф         |
| 7       | Мануела Малеєва     |
| 8       | Зіна Гаррісон       |
| 9       | Гелена Сукова       |
| 10      | Бонні Гадусек       |

## Зовнішні посилання
- WTA Tour Офіційний сайт
- Перелік результатів WTA Tour за період з 1971 по 2009